# Gasparia
Gasparia és un gènere d'aranyes araneomorfes de la família dels toxòpids (Toxopidae). Fou descrit per primera vegada per B.J. Marples el 1956.
Les espècies d'aquest gènere són endèmiques de Nova Zelanda.

## Taxonomia
Segons el World Spider Catalog amb data de 19 de gener de 2019, Gasparia té reconegudes 22 espècies:
- Gasparia busa Forster, 1970
- Gasparia coriacea Forster, 1970
- Gasparia delli (Forster, 1955)
- Gasparia dentata Forster, 1970
- Gasparia edwardsi Forster, 1970
- Gasparia kaiangaroa Forster, 1970
- Gasparia littoralis Forster, 1970
- Gasparia lomasi Forster, 1970
- Gasparia mangamuka Forster, 1970
- Gasparia manneringi (Forster, 1964)
- Gasparia montana Forster, 1970
- Gasparia nava Forster, 1970
- Gasparia nebulosa Marples, 1956
- Gasparia nelsonensis Forster, 1970
- Gasparia nuntia Forster, 1970
- Gasparia oparara Forster, 1970
- Gasparia parva Forster, 1970
- Gasparia pluta Forster, 1970
- Gasparia rupicola Forster, 1970
- Gasparia rustica Forster, 1970
- Gasparia tepakia Forster, 1970
- Gasparia tuaiensis Forster, 1970